# Intertoto-Cup 1980
Der 14. Intertoto-Cup wurde im Jahr 1980 ausgespielt. Das Turnier wurde mit 36 Mannschaften ausgerichtet.

## Gruppenphase

### Gruppe 1
| Pl. | Verein             | Sp. | S | U | N | Tore    | Diff. | Punkte |
| --- | ------------------ | --- | - | - | - | ------- | ----- | ------ |
| 1.  | Standard Lüttich   | 6   | 4 | 2 | 0 | 017:800 | +9    | 10:20  |
| 2.  | Fortuna Düsseldorf | 6   | 2 | 2 | 2 | 012:170 | −5    | 06:60  |
| 3.  | Neuchâtel Xamax    | 6   | 1 | 3 | 2 | 013:110 | +2    | 05:70  |
| 4.  | Roda JC Kerkrade   | 6   | 1 | 1 | 4 | 009:150 | −6    | 03:90  |

|                    | Belgien | Deutschland Bundesrepublik | Schweiz | Niederlande |
| ------------------ | ------- | -------------------------- | ------- | ----------- |
| Standard Lüttich   |         | 5:1                        | 2:2     | 4:1         |
| Fortuna Düsseldorf | 3:3     |                            | 1:5     | 3:1         |
| Neuchâtel Xamax    | 0:1     | 2:2                        |         | 3:3         |
| Roda JC Kerkrade   | 1:2     | 1:2                        | 2:1     |             |

### Gruppe 2
| Pl. | Verein             | Sp. | S | U | N | Tore    | Diff. | Punkte |
| --- | ------------------ | --- | - | - | - | ------- | ----- | ------ |
| 1.  | Bohemians ČKD Prag | 6   | 4 | 2 | 0 | 014:500 | +9    | 10:20  |
| 2.  | Werder Bremen      | 6   | 2 | 2 | 2 | 007:900 | −2    | 06:60  |
| 3.  | Kastrup BK         | 6   | 2 | 1 | 3 | 006:900 | −3    | 05:70  |
| 4.  | Lillestrøm SK      | 6   | 1 | 1 | 4 | 005:900 | −4    | 03:90  |

|                    | Tschechoslowakei | Deutschland Bundesrepublik | Danemark | Norwegen |
| ------------------ | ---------------- | -------------------------- | -------- | -------- |
| Bohemians ČKD Prag |                  | 5:1                        | 2:0      | 2:0      |
| Werder Bremen      | 1:1              |                            | 1:2      | 2:0      |
| Kastrup BK         | 2:2              | 0:1                        |          | 2:0      |
| Lillestrøm SK      | 1:2              | 1:1                        | 3:0      |          |

### Gruppe 3
| Pl. | Verein               | Sp. | S | U | N | Tore    | Diff. | Punkte |
| --- | -------------------- | --- | - | - | - | ------- | ----- | ------ |
| 1.  | Maccabi Netanja      | 6   | 3 | 2 | 1 | 011:600 | +5    | 08:40  |
| 2.  | Kjøbenhavns Boldklub | 6   | 3 | 2 | 1 | 011:100 | +1    | 08:40  |
| 3.  | Royal Antwerpen      | 6   | 1 | 3 | 2 | 010:100 | ±0    | 05:70  |
| 4.  | Maccabi Tel Aviv     | 6   | 1 | 1 | 4 | 008:140 | −6    | 03:90  |

|                      | Israel | Danemark | Belgien | Israel |
| -------------------- | ------ | -------- | ------- | ------ |
| Maccabi Netanja      |        | 3:0      | 1:1     | 1:0    |
| Kjøbenhavns Boldklub | 3:2    |          | 3:1     | 3:2    |
| Royal Antwerpen      | 1:1    | 1:1      |         | 5:1    |
| Maccabi Tel Aviv     | 1:3    | 1:1      | 3:1     |        |

### Gruppe 4
| Pl. | Verein          | Sp. | S | U | N | Tore    | Diff. | Punkte |
| --- | --------------- | --- | - | - | - | ------- | ----- | ------ |
| 1.  | Sparta ČKD Prag | 6   | 5 | 0 | 1 | 008:300 | +5    | 10:20  |
| 2.  | FC Den Haag     | 6   | 3 | 0 | 3 | 007:100 | −3    | 06:60  |
| 3.  | FC St. Gallen   | 6   | 2 | 0 | 4 | 010:900 | +1    | 04:80  |
| 4.  | SK Rapid Wien   | 6   | 2 | 0 | 4 | 005:800 | −3    | 04:80  |

|                 | Tschechoslowakei | Niederlande | Schweiz | Osterreich |
| --------------- | ---------------- | ----------- | ------- | ---------- |
| Sparta ČKD Prag |                  | 2:1         | 1:0     | 1:0        |
| FC Den Haag     | 2:1              |             | 1:4     | 1:0        |
| FC St. Gallen   | 0:2              | 3:0         |         | 1:2        |
| SK Rapid Wien   | 0:1              | 0:2         | 3:2     |            |

### Gruppe 5
| Pl. | Verein            | Sp. | S | U | N | Tore    | Diff. | Punkte |
| --- | ----------------- | --- | - | - | - | ------- | ----- | ------ |
| 1.  | TJ Plastika Nitra | 6   | 4 | 0 | 2 | 009:300 | +6    | 08:40  |
| 2.  | LASK Linz         | 6   | 2 | 2 | 2 | 007:900 | −2    | 06:60  |
| 3.  | Esbjerg fB        | 6   | 2 | 1 | 3 | 008:700 | +1    | 05:70  |
| 4.  | Polonia Bytom     | 6   | 2 | 1 | 3 | 004:900 | −5    | 05:70  |

|                   | Tschechoslowakei | Osterreich | Danemark | Polen |
| ----------------- | ---------------- | ---------- | -------- | ----- |
| TJ Plastika Nitra |                  | 0:1        | 2:0      | 4:0   |
| LASK Linz         | 1:2              |            | 2:2      | 2:0   |
| Esbjerg fB        | 0:1              | 4:0        |          | 1:2   |
| Polonia Bytom     | 1:0              | 1:1        | 0:1      |       |

### Gruppe 6
| Pl. | Verein                   | Sp. | S | U | N | Tore    | Diff. | Punkte |
| --- | ------------------------ | --- | - | - | - | ------- | ----- | ------ |
| 1.  | Halmstads BK             | 6   | 3 | 3 | 0 | 012:600 | +6    | 09:30  |
| 2.  | Internacionál Bratislava | 6   | 2 | 3 | 1 | 011:800 | +3    | 07:50  |
| 3.  | SK VOEST Linz            | 6   | 2 | 3 | 1 | 009:700 | +2    | 07:50  |
| 4.  | BSC Young Boys           | 6   | 0 | 1 | 5 | 003:140 | −11   | 01:11  |

|                          | Schweden | Tschechoslowakei | Osterreich | Schweiz |
| ------------------------ | -------- | ---------------- | ---------- | ------- |
| Halmstads BK             |          | 1:1              | 0:0        | 4:2     |
| Internacionál Bratislava | 0:3      |                  | 2:2        | 3:0     |
| SK VOEST Linz            | 2:3      | 2:2              |            | 2:0     |
| BSC Young Boys           | 1:1      | 0:3              | 0:1        |         |

### Gruppe 7
| Pl. | Verein            | Sp. | S | U | N | Tore    | Diff. | Punkte |
| --- | ----------------- | --- | - | - | - | ------- | ----- | ------ |
| 1.  | Malmö FF          | 6   | 5 | 0 | 1 | 015:800 | +7    | 10:20  |
| 2.  | MSV Duisburg      | 6   | 4 | 0 | 2 | 015:110 | +4    | 08:40  |
| 3.  | Willem II Tilburg | 6   | 2 | 1 | 3 | 008:900 | −1    | 05:70  |
| 4.  | FC Sion           | 6   | 0 | 1 | 5 | 007:170 | −10   | 01:11  |

|                   | Schweden | Deutschland Bundesrepublik | Niederlande | Schweiz |
| ----------------- | -------- | -------------------------- | ----------- | ------- |
| Malmö FF          |          | 4:1                        | 1:0         | 2:0     |
| MSV Duisburg      | 4:2      |                            | 1:3         | 6:2     |
| Willem II Tilburg | 1:2      | 0:2                        |             | 4:3     |
| FC Sion           | 2:4      | 0:1                        | 0:0         |         |

### Gruppe 8
| Pl. | Verein              | Sp. | S | U | N | Tore    | Diff. | Punkte |
| --- | ------------------- | --- | - | - | - | ------- | ----- | ------ |
| 1.  | IFK Göteborg        | 6   | 5 | 1 | 0 | 022:500 | +17   | 11:10  |
| 2.  | Marek Dupniza       | 6   | 2 | 1 | 3 | 013:140 | −1    | 05:70  |
| 3.  | Boldklubben 1903    | 6   | 2 | 1 | 3 | 008:130 | −5    | 05:70  |
| 4.  | SV Austria Salzburg | 6   | 0 | 3 | 3 | 006:170 | −11   | 03:90  |

|                     | Schweden | Bulgarien 1971 | Danemark | Osterreich |
| ------------------- | -------- | -------------- | -------- | ---------- |
| IFK Göteborg        |          | 4:1            | 5:1      | 6:0        |
| Marek Dupniza       | 2:3      |                | 2:0      | 4:2        |
| Boldklubben 1903    | 0:3      | 3:2            |          | 3:0        |
| SV Austria Salzburg | 1:1      | 2:2            | 1:1      |            |

### Gruppe 9
| Pl. | Verein               | Sp. | S | U | N | Tore    | Diff. | Punkte |
| --- | -------------------- | --- | - | - | - | ------- | ----- | ------ |
| 1.  | IF Elfsborg          | 6   | 3 | 1 | 2 | 008:600 | +2    | 07:50  |
| 2.  | Slawia Sofia         | 6   | 3 | 1 | 2 | 008:800 | ±0    | 07:50  |
| 3.  | VfL Bochum           | 6   | 3 | 0 | 3 | 008:800 | ±0    | 06:60  |
| 4.  | FK Napredak Kruševac | 6   | 1 | 2 | 3 | 007:900 | −2    | 04:80  |

|                      | Schweden | Bulgarien 1971 | Deutschland Bundesrepublik | Jugoslawien Sozialistische Föderative Republik |
| -------------------- | -------- | -------------- | -------------------------- | ---------------------------------------------- |
| IF Elfsborg          |          | 1:0            | 1:0                        | 2:0                                            |
| Slawia Sofia         | 2:1      |                | 2:0                        | 3:2                                            |
| VfL Bochum           | 2:1      | 4:1            |                            | 2:1                                            |
| FK Napredak Kruševac | 2:2      | 0:0            | 2:0                        |                                                |

## Intertoto-Cup Sieger 1980
- Standard Lüttich
- Bohemians ČKD Prag
- Maccabi Netanja
- Sparta ČKD Prag
- TJ Plastika Nitra
- Halmstads BK
- Malmö FF
- IFK Göteborg
- IF Elfsborg